# Twycross
Twycross es un pequeño pueblo y parroquia civil en Leicestershire, Inglaterra en la carretera A444. A algunas zonas se las denomina Norton juxta Twycross o Littele Twycross. La parroquia civil incluye la aldea de pequeña Orton, así como el Zoo de Twycross y la selectiva escuela privada de Twycross House School.
Administrativamente, Twycross forma parte del distrito de Hinckley and Bosworth. Se denomina 'Twycross' ya que su centro se sitúa en la intersección de tres carreteras. La A444 conecta el pueblo con
Burton-on-Trent y Coventry y la B4116/B4114 con Birmingham.
El pueblo cuenta con el Twycross Cricket Club, un amigable y familiar club con un 1.er y 2º XI que juega en la liga senior de Leicestershire. También tiene un XI de domingo que juega muchos encuentros amistosos a lo largo de la temporada.
Twycross es también hogar del mundialmente conocido desarrollador de videojuegos Rare, que ha creado  juegos y series como GoldenEye 007, Banjo-Kazooie, Perfect Dark, Conker's Bad Fur Day, Viva Piñata y muchos de los juegos de la serie  Donkey Kong, pasando por Super Nintendo, Game Boy, Nintendo 64 hasta las consolas de Microsoft para las que hoy en día fabrica en exclusividad por ser esta la máxima accionista. Sin embargo, esta exclusividad sólo se extiende al ámbito de consolas de sobremesa y no a las consolas portátiles donde puede desarrollar videojuegos para Nintendo, por ejemplo, por no entrar en competencia con ninguna consola de Microsoft, que no forma parte de esa cuota de mercado.
El afecto de la compañía hacia el pueblo de Twycross se deja entrever con algunos guiños que aparecen en alguno de sus juegos, como en Banjo-Kazooei, donde el barco que aparece en el nivel de 'Rusty Buket Bay' lleva la inscripción "Twycross, England" en su popa, o como en el nivel de 'Mad Monster Mansion', en la iglesia que aparece está modelada tomando como ejemplo la iglesia local de Twycross.